# Rzechta (województwo łódzkie)
Rzechta – wieś w Polsce położona w województwie łódzkim, w powiecie sieradzkim, w gminie Sieradz.
W latach 1975–1998 miejscowość położona była w województwie sieradzkim.
W miejscowości istnieje kaplica pw. św. Apostołów Piotra i Pawła.